# MDNA
MDNA är det tolfte studioalbumet av den amerikanska sångerskan Madonna, utgivet den 23 mars 2012 på Interscope Records. Det är Madonnas första album utanför Warner Bros. Records, skivbolaget hon varit förknippad med sedan 1982. Produktionen sköttes av Madonna tillsammans med en rad andra producenter, däribland Alle Benassi, Benny Benassi, Demolition Crew, Free School, Michael Malih, Indiigo, William Orbit och Martin Solveig. MDNA behandlar teman såsom festande, kärlek för musik, 	
blind förälskelse såväl som hjärtesorg, hämnd och separation.
Albumet möttes av övervägande positiva recensioner från musikkritiker. Vid lanseringen debuterade det som etta i över 30 länder världen över, bland annat Australien, Kanada, Italien, Spanien, Storbritannien och USA. Madonna satte nytt rekord för flest albumettor av en soloartist i Australien och Storbritannien, men såg också den största procentuella försäljningsminskningen under sin andra vecka för en debuterande albumetta av Nielsen SoundScan-eran i USA.
Första singeln från albumet var "Give Me All Your Luvin'" som gästas av Nicki Minaj och M.I.A.. Den följdes upp av "Girl Gone Wild" och "Turn Up the Radio".
Turnén som marknadsförde albumet hette The MDNA Tour och omfattade 88 spelningar totalt. Från turnén spelade man in en konsert i Miami som släpptes på livealbumet MDNA World Tour i september 2013.

## Albumtitel
Albumtiteln tillkännagavs av Madonna under en intervju på The Graham Norton Show den 11 januari 2012. Martin Solveig avslöjade att det var M.I.A. som föreslog namnet åt Madonna, "Vi hade väldigt kul med initialerna. M.I.A. sade, 'Du borde kalla ditt album MDNA, för det skulle vara en bra förkortning och stavning av ditt namn'. Då insåg vi att det faktiskt fanns många olika möjligheter att tolka dessa initialer—den viktigaste skulle vara Madonnas DNA.". När Madonna diskuterade kring albumet på The Tonight Show with Jay Leno förklarade hon att albumtiteln har tre olika betydelser och representerar både hennes namn och "Madonna DNA" samt en referens till drogen MDMA, eller ecstasy, vilken ger "euforiska känslor av kärlek".

## Låtlista
| Nr  | Titel                                                  | Kompositör | Producent(er)                                        | Längd |
| --- | ------------------------------------------------------ | --- | ---------------------------------------------------- | ----- |
| 1.  | Girl Gone Wild                                         | Madonna, Jenson Vaughan, Alessandro "Alle" Benassi, Marco "Benny" Benassi                                                          | Madonna, M. Benassi, A. Benassi                      | 3:43  |
| 2.  | Gang Bang                                              | Madonna, William Orbit, Priscilla Hamilton, Keith Harris, Jean-Baptiste, Mika, Don Juan Demacio "Demo" Casanova, Stephen Kozmeniuk | Madonna, Orbit, The Demolition Crew                  | 5:26  |
| 3.  | I'm Addicted                                           | Madonna, A. Benassi, M. Benassi | Madonna, M. Benassi, A. Benassi, The Demolition Crew | 4:33  |
| 4.  | Turn Up the Radio                                      | Madonna, Martin Solveig, Michael Tordjman, Jade Williams                                                                           | Madonna, Solveig                                     | 3:46  |
| 5.  | Give Me All Your Luvin' (feat. Nicki Minaj och M.I.A.) | Madonna, Solveig, Minaj, Maya Arulpragasam, Tordjman                                                                               | Madonna, Solveig                                     | 3:22  |
| 6.  | Some Girls                                             | Madonna, Orbit, Klas Åhlund | Madonna, Orbit, Åhlund                               | 3:53  |
| 7.  | Superstar                                              | Madonna, Hardy "Indiigo" Muanza, Michael Malih                                                                                     | Madonna, Muanza, Malih                               | 3:55  |
| 8.  | I Don't Give A (feat. Nicki Minaj)                     | Madonna, Solveig, Minaj, Julien Jabre                                                                                              | Madonna, Solveig                                     | 4:19  |
| 9.  | I'm a Sinner                                           | Madonna, Orbit, Jean-Baptiste | Madonna, Orbit                                       | 4:52  |
| 10. | Love Spent                                             | Madonna, Orbit, Jean-Baptiste, Hamilton, Alain Whyte, Ryan Buendia, Michael McHenry                                                | Madonna, Orbit, Free School                          | 3:46  |
| 11. | Masterpiece                                            | Madonna, Julie Frost, Jimmy Harry                                                                                                  | Madonna, Orbit, Harry                                | 3:59  |
| 12. | Falling Free                                           | Madonna, Laurie Mayer, Orbit, Joe Henry                                                                                            | Madonna, Orbit                                       | 5:13  |

## Medverkande
- Madonna – låtskrivare, producent, exekutiv producent, sång, akustisk gitarr
- Jill Dell Abate – entreprenör, produktionskoordinator
- Klas Åhlund – låtskrivare, medproducent, instrumentation, originalvocoder
- Graham Archer – inspelning
- Maya Arulpragasam – låtskrivare, sång
- Mark Baechle – kopierare
- Jean Baptiste Kouame – låtskrivare, ytterligare sång
- Diane Barere – celli
- Elena Barere – konsertmästare
- Quentin Belarbi – assisterande tekniker
- Alle Benassi – låtskrivare, producent, medproducent
- Benny Benassi – låtskrivare, producent, medproducent
- Antonio Bernardi – garderob
- Lise Berthaud – altfiol
- Giovanni Bianco – art director
- Hahn-Bin – fiol
- David Braccini – fiol
- Christophe Briquet – altfiol, musikentreprenör
- Gina Brooke – smink
- Karen Brunon – fiol
- Ryan Buendia – låtskrivare, instrumentation
- Bob Carlisle – valthorn
- Jeff Carney – bas
- Don Juan Demo Casanova – låtskrivare
- Demo Castellon – ljudmix, inspelning, trummor, bas, ljudtekniker
- Cecile Coutelier – assisterande inspelning av stråkar (live)
- Stephanie Cummins – celli
- Barbara Currie – valthorn
- Delfina Delettrez – garderob
- The Demolition Crew – producent, medproducent
- Dolce & Gabbana – garderob
- Jason Metal Donkersgoed – ytterligare redigering, ytterligare inspelning
- Marlies Dwyer – jurist
- Desiree Elsevier – fiol
- Romain Faure – ytterligare synthesizer
- Richard Feldstein – management
- Frank Filipetti – tekniker
- Akemi Fillon – fiol
- Tom Ford – garderob
- Pierre Fouchenneret – fiol
- Free School – medproducent
- Julie Frost – låtskrivare
- Garren – frisör
- Dorothy Gaspar – garderob
- Jean-Baptiste Gaudray – gitarr
- Chris Gehringer – mastering
- Shari Goldschmidt – management
- Michael Goldsmith – jurist
- Anne Gravoin – fiol
- Grubman – jurist
- Gucci – garderob
- Priscilla Hamilton – låtskrivare
- Mary Hammann – violin
- Keith Harris – låtskrivare
- Jimmy Harry – låtskrivare, ytterligare producent
- Joe Henry – låtskrivare
- Indiigo – låtskrivare, producent
- Indursky – jurist
- Julien Jabre – låtskrivare, elgitarrer, trummor, synthesizer
- Gloria Kaba – assisterande tekniker
- Ian Kagey – assisterande tekniker
- Rob Katz – assisterande tekniker
- Abel Korzeniowski – dirigent
- The Koz – redigering, vocoder, keyboard, synthesizer, ytterligare programmering, ytterligare redigering
- Stephen Kozmeniuk – låtskrivare
- Paul Kremen – marknadsföring
- Raphael Lee – assisterande tekniker
- Brad Leigh – assisterande tekniker
- Lola Leon – bakgrundssång
- Diane Lesser – engelskt horn
- Vincent Lionti – fioler
- LMFAO – remix, ytterligare producent
- Markus Lupfer – garderob
- Michael Malih – låtskrivare, producent
- Brett Mayer – assisterande tekniker
- Laurie Mayer – låtskrivare
- Michael McHenry – låtskrivare
- Mert and Marcus – fotografi
- Mika – låtskrivare
- Nelson Milburn – assisterande tekniker
- Nicki Minaj – låtskrivare, sång
- Miu Miu – garderob
- Kiki de Montparnasse – garderob
- Christophe Morin – cello
- Sarah Nemtanu – fiol
- William Orbit – låtskrivare, producent, instrumentation, orkesterarrangemang, orkestrering
- Guy Oseary – management
- P.C. – jurist
- Joseph Penachio – jurist
- Arianne Phillips – personlig stylist
- Jessica Phillips – klarinett
- Prada – garderob
- Stephane Reichart – inspelning av stråkar (live)
- Andros Rodrigues – tekniker
- Liz Rosenberg – publicist
- Miwa Rosso – cello
- Dov Scheindlin – fioler
- Stacey Shames – harpa
- Shire & Meiselas – jurist
- Fred Sladkey – assisterande tekniker
- Martin Solveig – låtskrivare, producent, synthesizer, trummor, instrument, ytterligare synthesizer, ytterligare trummor
- Sebastien Surel – fiol
- Ayako Tanaka – fiol
- Ron Taylor – Pro Tools-redigering, ytterligare sångredigering
- Natasha Tchitch – altfiol
- Angie Teo – inspelning, mixassistent, ytterligare redigering, tekniker, assisterande tekniker
- Alan Tilston – assistent, trummor, slagverk, instrumentation
- Michael Tordjman – låtskrivare, synthesizer, gitarrer
- Michael Turco – ytterligare synthesizer, outromusik
- Jenson Vaughan – låtskrivare
- Alexandre Vauthier – garderob
- Sarah Veihan – cello
- David Wakefield – valthorn
- Dan Warner – gitarrer
- Philippe Weiss – inspelning
- Ellen Westermann – celli
- Alain Whyte – låtskrivare, instrumentation
- Jade Williams – låtskrivare
- Peter Wolford – assisterande tekniker
- Kenta Yonesaka – tekniker
- YSL – garderob
- Sara Zambreno – management
- Cathialine Zorzi – assisterande musikentreprenör

Medverkande är hämtade ur albumhäftet till MDNA.

## Listplaceringar
| Lista (2012)                | Högsta position |
| --------------------------- | --------------- |
| Argentina                   | 1               |
| Australien                  | 1               |
| Österrike                   | 3               |
| Belgien (Flandern)          | 1               |
| Belgien (Vallonien)         | 3               |
| Brasilien                   | 1               |
| Kanada                      | 1               |
| Kroatien                    | 1               |
| Tjeckien                    | 1               |
| Danmark                     | 2               |
| Nederländerna               | 1               |
| Finland                     | 1               |
| Frankrike                   | 2               |
| Tyskland                    | 3               |
| Grekland                    | 1               |
| Ungern                      | 1               |
| Irland                      | 1               |
| Italien                     | 1               |
| Japan                       | 4               |
| Mexiko                      | 1               |
| Nya Zeeland                 | 3               |
| Norge                       | 2               |
| Polen                       | 1               |
| Portugal                    | 2               |
| Ryssland                    | 1               |
| Skottland                   | 1               |
| Spanien                     | 1               |
| Sverige                     | 1               |
| Schweiz                     | 2               |
| Schweiz (Romandie)          | 1               |
| Taiwan                      | 6               |
| Storbritannien              | 1               |
| USA Billboard 200           | 1               |
| USA Dance/Electronic Albums | 1               |

| Lista (2012)                | Position |
| --------------------------- | -------- |
| Belgien (Flandern)          | 40       |
| Belgien (Vallonien)         | 23       |
| Kanada                      | 40       |
| Nederländerna               | 38       |
| Finland                     | 10       |
| Tyskland                    | 76       |
| Ungern                      | 12       |
| Italien                     | 15       |
| Japan                       | 83       |
| Mexiko                      | 48       |
| Ryssland                    | 1        |
| Spanien (PROMUSICAE)        | 23       |
| Sverige                     | 39       |
| Schweiz                     | 32       |
| USA Billboard 200           | 44       |
| USA Dance/Electronic Albums | 2        |

## Utgivningshistorik
| Region         | Datum         | Format                  | Utgåva           |
| -------------- | ------------- | ----------------------- | ---------------- |
| Australien     | 23 mars 2012  | CD, digital nedladdning | Standard, deluxe |
| Tyskland       | 23 mars 2012  | CD, digital nedladdning | Standard, deluxe |
| Canada         | 26 mars 2012  | CD, digital nedladdning | Standard, deluxe |
| Colombia       | 26 mars 2012  | CD, digital nedladdning | Standard, deluxe |
| Japan          | 26 mars 2012  | CD, digital nedladdning | Deluxe           |
| Storbritannien | 26 mars 2012  | CD, digital nedladdning | Standard, deluxe |
| USA            | 26 mars 2012  | CD, digital nedladdning | Standard, deluxe |
| Thailand       | 26 mars 2012  | CD, digital nedladdning | Standard, deluxe |
| Filippinerna   | 26 mars 2012  | CD, digital nedladdning | Standard, deluxe |
| USA            | 10 april 2012 | LP                      | Deluxe           |